# 030 Ouest 2245 à 2269

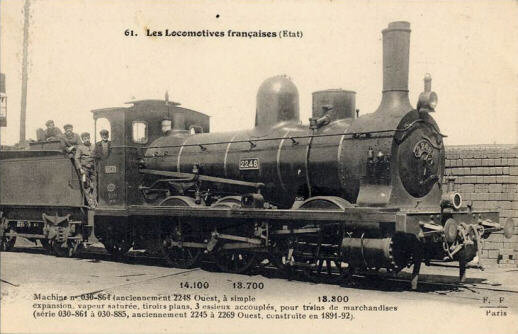
La 030 n° 2248.

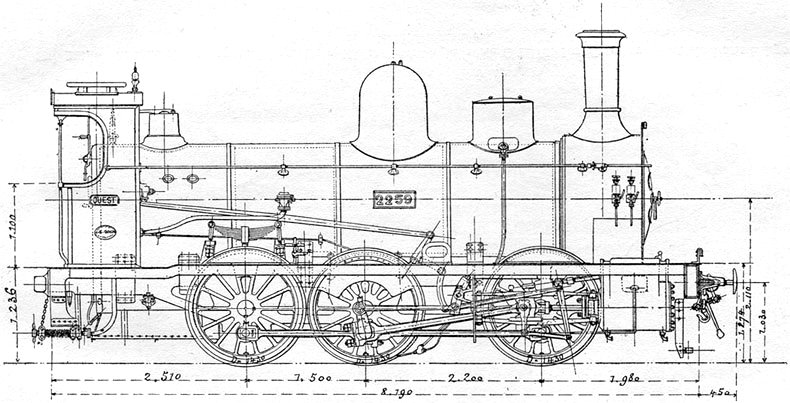
Plan d'une locomotive

Les  030 Ouest 2245 à 2269 sont des locomotives de la compagnie des chemins de fer de l'Ouest à tender séparé de type 030. Elles sont affectés à la traction des trains de voyageurs et marchandises.

## Histoire
La série de 25 machines est livrée à la Compagnie des chemins de fer de l'Ouest sous les numéros 2245 à 2269 puis sont intégrées en 1909 au parc des chemins de fer de l'Etat. Elles deviennent alors les 030-861 à 885. En 1938, lors de la création de la SNCF, elles deviennent 3 - 030 D 861 à 885. Leur radiation intervient entre 1934 et 1961.

## La construction
N° 2245 à 2259, livrées par la Société de construction des Batignolles en 1892,
N° 2260 à 2269, livrées par la Société Franco-Belge en 1892;

## Caractéristiques
Ces machines ont un moteur à deux cylindres à simple expansion et sont équipées d'une distribution Walschaerts avec des tiroirs plans. La chaudière est équipée d'un foyer Crampton. Elles sont accouplées à des tender à deux essieux de type 3-10 (n°501 à 606), 3-12 (n°501 à 510) ou 3-15 (n°1 à 220).
- Longueur hors tampon:  8,19 m
- Empattement:  3,70 m
- Diamètre des roues motrices:  1,430 m